# Bureau Joodsche Zaken

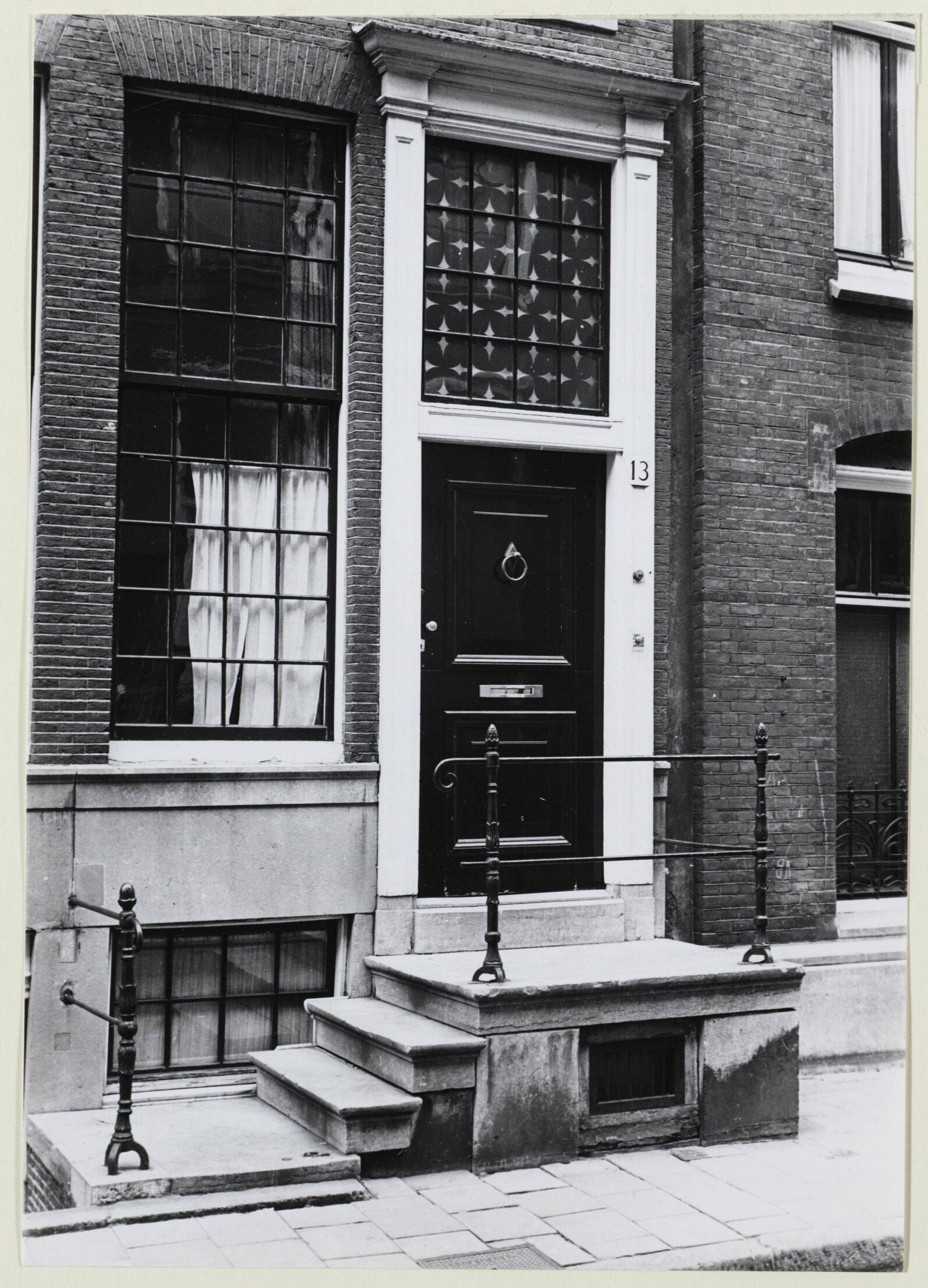
Nieuwe Doelenstraat 13 (1957)

Het Bureau Joodsche Zaken, ook bekend als Bureau 11, was een eenheid van de politie van Amsterdam tijdens de Tweede Wereldoorlog. Het was samen met Bureau Inlichtingendienst gevestigd aan de Nieuwe Doelenstraat 13 in Amsterdam. Het bureau hield zich bezig met het uitvoeren van anti-Joodse maatregelen. De dienst was verantwoordelijk voor de arrestaties van vele duizenden Joden die vervolgens werden gedeporteerd naar Kamp Westerbork.

## Geschiedenis
Vanaf 1928 was het kantoor van de Rijkspolitie der Nederlandse Centrale inzake Falsificaten gevestigd in het pand. Zij hielden zich bezig met het opsporen en arresteren van fraudeurs. Na de Februaristaking in 1941 werd er een politieke recherche onder leiding van Douwe Bakker opgericht binnen het Amsterdamse politiekorps. Deze had als doel om onder meer saboteurs en verspreiders van illegale bladen te bestrijden. Volgens een krantenartikel uit Het Parool uit 1941 werd er gebruik gemaakt van geweld jegens de arrestanten. De politieagenten die werkzaam waren voor het bureau waren hoofdzakelijke nationaalsocialistisch gezinde Nederlanders, waardoor het korps al snel de bijnaam 'de Hollandse Gestapo' kreeg.
Na de aanstelling van Sybren Tulp als de hoofdcommissaris van de politie van Amsterdam in 1941 kwam het voorstel om het Bureau Joodsche Zaken op te richten dat zich bezig zou houden met het uitvoeren van anti-Joodse maatregelen: "in het bijzonder belast met alle zaken welke voortvloeien uit de Verordeningen de Joden betreffende".  Het bureau werd opgericht op 1 juni 1942 en stond onder leiding van Rudolph Wilhelm Dahmen von Buchholz.
Nog voor de officiële oprichting trad het bureau al in werking. In april gaf Dahmen von Buchholz opdracht op in de Jodenbuurt jacht te maken op Joodse zwarthandelaren waarbij tientallen mensen werden opgepakt. Alle zaken waarbij Joden betrokken waren werden door het bureau afgehandeld. Vanaf juli 1942 werd de belangrijkste taak van het bureau het opsporen van ondergedoken Joden. Onder anderen jodenjagers Hendrik Blonk, Peter Schaap, Douwe Bakker, Gerrit Mozer, Abraham Kaper en Maarten Kuiper waren werkzaam voor Bureau Joodsche Zaken.
Personen werden na hun arrestatie overgebracht naar het bureau. Bij de arrestaties wordt vaak geweld gebruikt en werden Joodse eigendommen door de politieagenten ontvreemd. Colonne Henneicke, de recherche van de Hausraterfassungstelle, zag het bureau om die reden als een concurrent.
Hoofdcommissaris Sybren Tulp overleed op 22 oktober 1942. Begin 1943 kwam het bureau onder leiding te staan van de Sicherheitsdienst. Na de bevrijding werd het bureau opgeheven. Het pand aan de Nieuwe Doelenstraat 13 waar het bureau gevestigd was, werd in mei 1968 afgebroken.

## Inzet vertrouwensmannen
Het bureau werkte samen met V-mannen en vrouwen waaronder Ans van Dijk, Branca Simons en Rosalie Roozendaal. Zij werden overtuigd om voor de SD te werken in ruil voor hun eigen veiligheid en/of die van hun familie.

## Veroordelingen
In 2022 schreef historicus Paul van de Water een proefschrift over 31 gewelddadige collaborateurs in Nederland. Tien van hen waren betrokken als agent bij Bureau Joodsche Zaken. Van deze tien agenten werden twee personen na de capitulatie doodgeschoten. Tegen de overige acht werd de doodstraf geëist. Uiteindelijk werden twee van deze acht personen, politiechef Abraham Kaper en rechercheur Peter Schaap, geëxecuteerd.